# Jaszin Brahimi
Jaszin Brahimi (arabul: ياسين إبراهيمي) (Párizs, 1990. február 8. –) francia születésű algériai labdarúgó, aki középpályásként játszik. Jelenleg az Al-Gharafa csapatában játszik, valamint az algériai labdarúgó-válogatottban.

## Statisztika

### Góljai a válogatottban
|    | Időpont          | Helyszín                                  | Ellenfél  | Gólok | Eredmény | Kiírás                           |
| -- | ---------------- | ----------------------------------------- | --------- | ----- | -------- | -------------------------------- |
| 1. | 2014. június 22. | Estádio Beira-Rio, Porto Alegre, Brazília | Dél-Korea | 4–1   | 4–2      | 2014-es labdarúgó-világbajnokság |

## Sikerei, díjai
- Stade Rennais
  - Coupe Gambardella: 2008